# Luna Alcalay
Luna Alcalay (født 21. oktober 1928 i Zagreb, Kroatien - død 9. oktober 2012 i Wien, Østrig) var en jødisk kroatisk født østrigsk komponist, professor, pianist og lærer.
Alcalay studerede klaver og komposition på Musikkonservatoriet i Wien hos Bruno Seidlhofer og Alfred Uhl. Hun studerede videre med et stipendium i Rom (1958). Alcalay har skrevet orkesterværker, kammermusik, koncertmusik, musik for mange soloinstrumenter etc. Hun underviste som professor og lærer i klaver på Musik Akademiet for Udøvende Kunst i Wien, hvor hun var bosat til sin død i 2012. Alcalay har vundet flere komposition priser som f.eks. Darmstadt prisen (1963/1964), Berliner Prisen (1972) og Byens Pris i Wien (1992).

## Udvalgte værker
- Sætning - Violinkoncert - for violin og orkester
- Anslag - for 2 pianister